# Lissochlora flavifimbriata
Lissochlora flavifimbriata là một loài bướm đêm trong họ Geometridae.